# Wieża ciśnień w Strzelcach Krajeńskich
Wieża ciśnień w Strzelcach Krajeńskich – wieża zapewniająca stabilne ciśnienie w miejskim wodociągu Strzelec Krajeńskich, wybudowana w 1929, obecnie jest siedzibą Stowarzyszenia Miłośników Kultury Łemkowskiej Lemko-Tower. Wieża znajduje się w zachodniej części miasta.

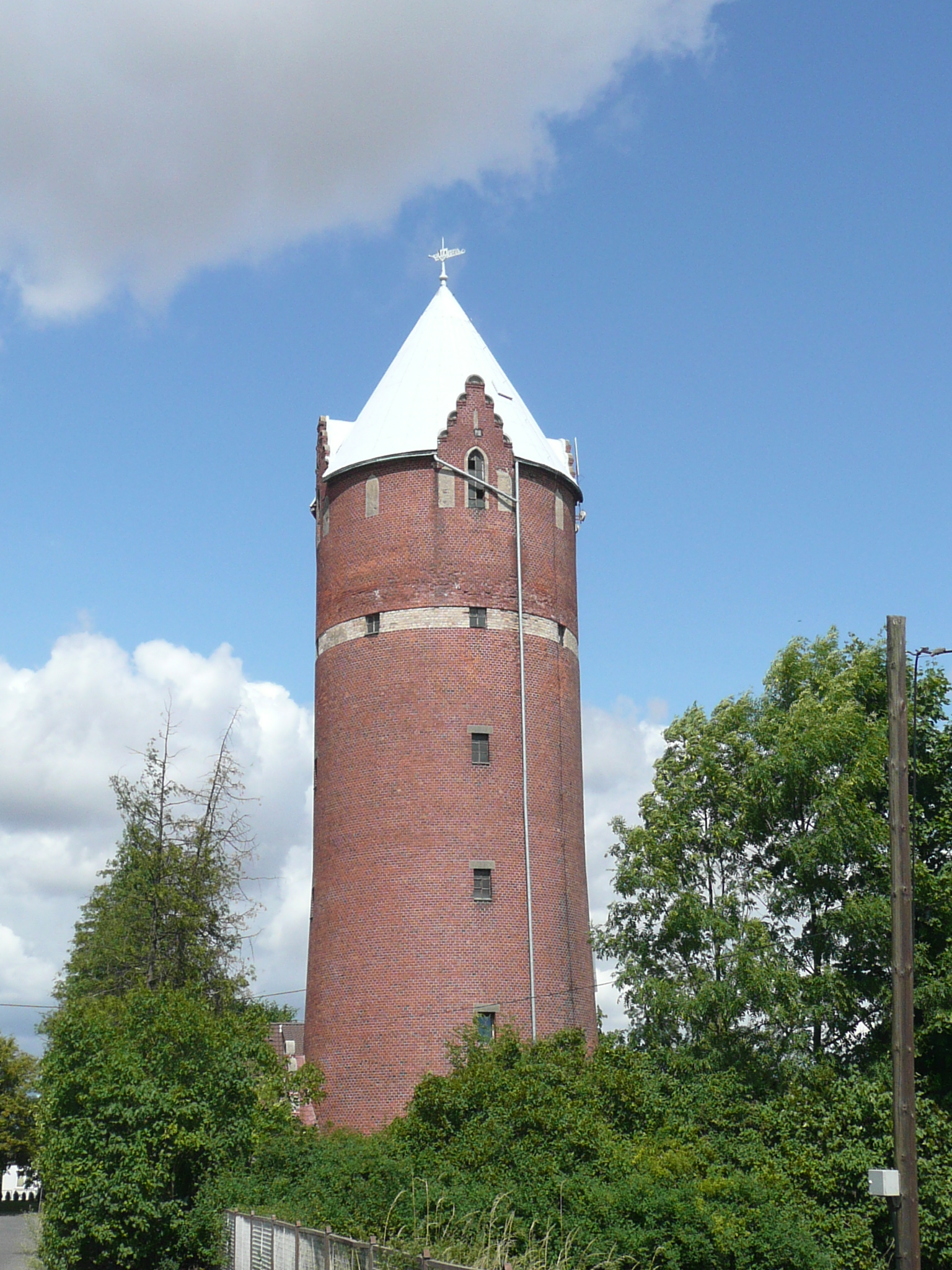
Wieża ciśnień

## Historia
Wieża ciśnień została zbudowana w 1929 roku razem z innymi elementami centralnego wodociągu miejskiego - ujęciem wody, stacją pomp i uzdatniania wody oraz całą siecią wodociągową. Ujęcia wodne zlokalizowane były w oddalonej o 4 km miejscowości Sławno. Przy ujęciach usytuowana była pompownia, dzięki której woda tłoczona była rurociągiem do wieży. W 1945 wieża ciśnień została uszkodzona pociskiem artyleryjskim. Po krótkim remoncie oddano ją ponownie do użytku. W 1960 dokonano wymiany pokrycia dachowego z blachy miedzianej na blachę stalową ocynkowaną. Ponowna wymiana pokrycia miała miejsce w 1987, wtedy też pomalowano wnętrze budynku.

## Budowa
Wieża stanowi budowlę ceglaną o nieotynkowanym licu muru. Jej trzon wzniesiony został na planie koła. Bryła ukształtowana jest w formie walca zwężającego się ku górze ze stożkowym hełmem w zwieńczeniu i chorągiewką pogodowa z data budowy. Wejście do wieży, w formie ozdobnego portalu mieści się po stronie zachodniej. W najwyższej kondygnacji umieszczono zbiornik wodny, do którego doprowadzone są instalacje. Wieża ciśnień jest budowlą o cechach stylistycznych neorenesansu.